# Calomys hummelincki
Calomys hummelincki is een knaagdier uit het geslacht Calomys.

## Soortenbeschrijving
Deze soort werd oorspronkelijk, in 1960, beschreven als een soort van Baiomys, maar al in 1962 werd hij naar Calomys verplaatst. Toen werd hij echter als een synoniem van C. laucha gezien; pas in 1976 werd hij weer als een aparte soort erkend. Genetische en karyotypische gegevens ondersteunen de status van C. hummelincki als aparte soort. Het karyotype bedraagt 2n=60, FN=64.

## Verspreiding
Deze soort komt voor in het noordoosten van Colombia en het noorden en midden van Venezuela en op de nabijgelegen eilanden Aruba en Curaçao. De soort komt voor in allerlei droge habitats, zoals llano's. Er zijn fossielen bekend van Tobago. Het is de meest noordelijke soort van zijn geslacht; hij komt ver ten noorden van de andere soorten van Calomys voor.